# أبو طيلون شجيري
أبو طيلون الشجيري (باللاتينية: Abutilon fruticosum) نوع نباتي ينتمي إلى جنس أبو طيلون من الفصيلة الخبازية.

## الموئل والانتشار
موطنه بلاد الشام ومصر والمغرب العربي.

## مرادفات للاسم العلمي
- (باللاتينية: Abutilon albidum subsp. fruticosum (Guill. & Perr.) Maire)
- (باللاتينية: Abutilon denticulatum (Fresen.) Webb)